# Infinity Blade
Infinity Blade — рольова екшн-гра для мобільних пристроїв iOS, розроблена студією Chair Entertainment спільно з Epic Games і випущений в App Store 9 грудня 2010. Ця гра перша на ігровому рушії Unreal Engine 3, вона є найшвидшою грою на iOS — за 4 дні продалося 271424 копії. Перше оновлення гри до версії 1.1 було 21 грудня 2010 року, у гру була додана купівля золота, новий шолом Санта Клауса та збільшення рівнів з 40 до 45, з останнім оновленням розробники додали багато режимів.

## Сюжет
У одній цитаделі живе Цар-Бог, який незвичайним чином залишається безсмертним, але існує Клинок Нескінченності, яким він сам і володіє. Тільки ця зброя здатна вбити його. У першій анімаційній сцені батько головного героя бажає повалити Царя заради миру і процвітання, але зазнає поразки. Проходить 20 років і син знову стоїть перед замком, бажаючи повторити невдалу спробу батька. Перед тим як потрапити до Царя Богів, головному героєві доведеться битися з його лицарями. Можна йти трьома шляхами — або вбити Царя Богів, або примкнути до нього (прибраши йому половину HP), або піти в підземелля і битися з супротивниками складніше, водночас отримавши набір вогняного лицаря, і дізнатися таємницю безсмертя. Але для того, щоб потрапити туди, необхідно придбати Клинок Нескінченності (відібрати у Царя навіть при виграші неможливо). Герою доведеться битися з трьома суперниками і отримувати від кожного по деталі для вогняного лицаря. Далі герою належить битися з роботом. Після руйнування машини, з неї з'являється лицар — людина, одягнена в обладунки батька. Після перемоги над ним гравець дізнається багато нового, закладається фундамент подальшого розвитку сюжету. Історія продовжується в Infinity Blade 2. Час дії гри йде в середньовіччі, але в грі присутній техніка з майбутнього, за рахунок неї і живий Цар-Бог, звідси і безсмертя.

## Персонажі
Сàйріс (англ. Siris) — головний персонаж серій ігор. Також відомий під ім'ям Осар.
Батько Сайріса був воїном, що бажав згорнути тиранію Царя Богів на царстві. Цар Богів володів Клинком Нескінченності, який дарував йому безсмерття. Клинок здатний вбирати досвід повалених. Батько Сайріса програє битву і вмирає від цього клинка. Юний Сайріс зростає і горить бажанням помститися за батька і дізнатися таємницю безсмертя Царя Богів. Проходить 20 років і Сайріс наважується і вирушає в дорогу. На його шляху зустрічається безліч перешкод. Поборовшись із охоронцями Царя Богів, він вступає в нерівну сутичку з безсмертним. Цар Богів пропонує Сайрісу стати його слугою, але Сайріс вихоплює Нескінченний Клинок і вбиває Царя Богів. Проходить кілька років. Сайріс ставить собі питання про своє походження і шукає відповідей. За час подорожей зі своєю помічницею Ісою він вирушає на війну до Сайдхі. Перемігши її в бою, він дізнається де знаходиться його відповіді. У замку, де він переміг Царя Богів, існують потаємні підземелля, де ув'язнено Хранителя Таємниць. Після розмови з Сайдхі Сайріса наздоганяє Цар Богів, який так і не загинув, оскільки він безсмертний, і він відбирає Нескінченний Клинок. Сайріс пропонує йому влаштувати поєдинок, але той не йде на домовленість і хоче вбити його. Іса поводиться дивно, пустивши в голову Сайріса стрілу і таким чином убивши його. Сайріс приходить до тями в таємничій кімнаті, де він здогадується, що і сам безсмертний. Так він розуміє навіщо Іса так вчинила, адже Нескінченний Клинок може вбити безсмертного, а стріла, пущена в голову — ні. Далі Сайріс вирушає до замку і порається з тамтешньою вартою на чолі з намісником Тейн, який охороняє підземелля. Сайріс розкриває печеру і знаходить Хранителя. Той розповідає Сайрісу що він розгадав таємницю безсмертя і здатний вбити безсмертного, що наочно показує, убивши Тейна. Далі Хранитель доручає Сайрісу знайти Райдріара (Царя Богів) і відібрати у нього клинок, а також доставивши його живим. Сайріс виконує це доручення, але Хранитель обманює його і забирає клинок, ув'язнивши Сайріса з Царем Богів. Сайрісу доведеться втекти…

## Ігровий процес
- Весь ігровий процес прямолінійний і йде колами — бладлайнами. По завершенню бладлайна (герой помирає або проходить сюжетну лінію) гра починається з початку, але з урахуванням збереження зброї, грошей і досвіду. Починаючи з останнього оновлення, у гри є логічний кінець.

- Управління грою відбувається за допомогою свайпів і кнопок.

- Свайп — проведення пальцем по екрану. Кожен свайп завдає різні удари: зверху, знизу, справа, зліва і по діагоналях.

- У грі передбачено три типи захисту від ворогів. Перший — вихід у бік, другий — захист щитом, третій — відбиття удару знаряддям героя за допомогою свайпа.

- Також у грі існують чотири типи ворогів. Перший тип — лицар. У їх число входять: лицарі храму, залізні охоронці, наймані вбивці, придорожні лицарі, лицарі-бродяги, вершники і Цар Богів. Другий тип — лицар монстр, відрізняється від лицаря тільки монстроподібним виглядом. У їх число входять: брутальний, рогаті охоронці, кісткові демони, рукбейни, паладіни з Ада, крижані паладіни, штормові паладіни, злісні паладіни, темний лицар, Елозей і Зіро Мек. Ці вороги з одним мечем і щитом. Третій тип — гігант. У гіганта всього одне знаряддя (наприклад сокира). У їх число входять: тролі-садисти, наглядачі, кати, залізні големи, пластинчасті големи і Готуоль. Четвертий тип — лицар з двома мечами. Вони дуже гнучкі і їх удар найскладніше відбивати. Здійснюють багато акробатичних прийомів. У їх число входять: дерев'яні блазні, пластинчасті сороки і Куеро. Цар богів, Елозей, Куеро, Готуоль і Зіро Мек є босами. Темний лицар це стражник Царя Богів.

1. 1 2  https://kotaku.com/5679808/the-first-epic-iphone-game-is-now-infinity-blade
2. ↑  https://kotaku.com/5713440/more-iphone-games-will-soon-look-this-good